# Laguna West-Lakeside
Laguna West-Lakeside é uma antiga Região censo-designada localizada no estado americano da Califórnia, no Condado de Sacramento.

## Demografia
Segundo o censo americano de 2000, a sua população era de 8414 habitantes.

## Geografia
De acordo com o United States Census Bureau tem uma área de 5,8 km², dos quais 5,5 km² cobertos por terra e 0,3 km² cobertos por água.

## Localidades na vizinhança
O diagrama seguinte representa as localidades num raio de 16 km ao redor de Laguna West-Lakeside.